# 伽馬射線天文學

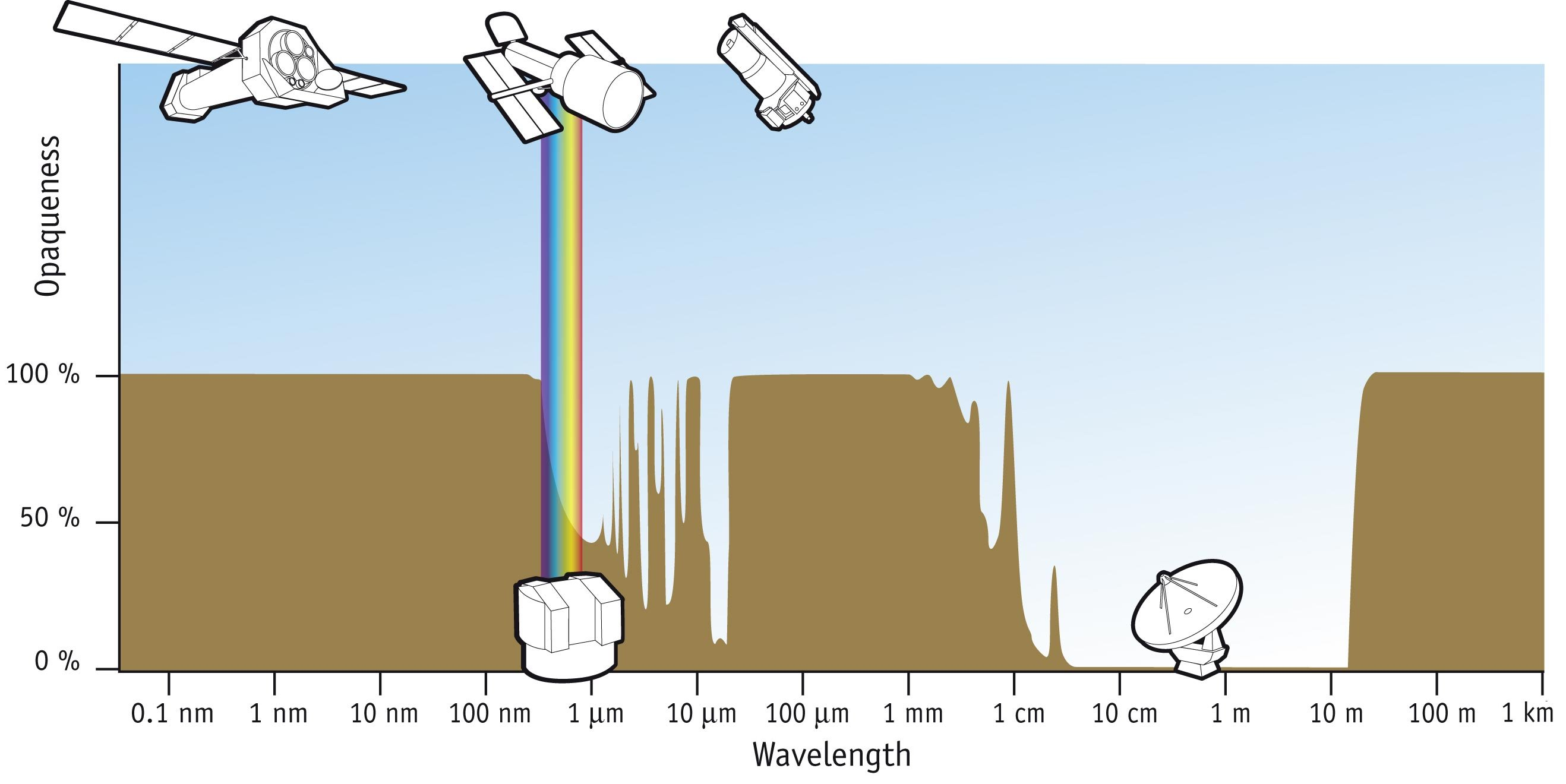
伽馬射線會被地球大氣層完全吸收，必須使用太空望遠鏡觀測

伽馬射線天文學是指以伽馬射線研究宇宙的天文學分支。伽馬射線是可穿透整個宇宙的電磁波中最高能量的波段，也是電磁波譜中波長最短的部分。  

伽馬射線可由太空中的超新星、正電子湮滅、黑洞形成、甚至是放射衰變產生。例如超新星SN 1987A就發射了來自超新星爆炸的放射性產物鈷56釋放的伽馬射線。大多數天體釋放的伽馬射線一般認為並非來自放射衰變，而是和X射线天文学一樣來自加速的電子、電子和正電子作用（但因為能量較高而產生伽馬射線）。

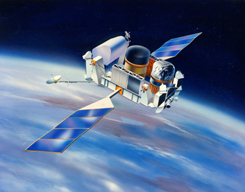
康普顿伽玛射线天文台

## 早期歷史
早在開發出可以偵測到宇宙中伽瑪射線的儀器之前，天文學家就已經知道在宇宙中應該有天體可產生如此高能的光子。1948年時的尤金·芬伯格和亨利·普里馬科夫；1952年的早川幸男和I·B·哈欽松、特別是1958年時菲利浦·莫里森的研究讓科學家相信在宇宙中有多種不同的物理機制可產生伽瑪射線輻射。這些機制包含宇宙線和星际物质的交互作用、超新星爆炸、加速電子和磁場交互作用。但直到1960年代人類才有能力偵測到宇宙中的伽瑪射線。
絕大多數來自太空的伽瑪射線都會被地球大氣層吸收，因此直到開發出伽瑪射線接收儀器並以氣球和太空探測器送到大氣層以上之前，伽瑪射線天文學一直無法發展。第一個送上繞地球軌道的伽瑪射線天文衛星是1961年發射的探險者11號衛星，接收到少於100個伽瑪射線粒子。觀測發現伽瑪射線在宇宙中各個方向輻射，這暗示有某種一致的「伽瑪射線背景」。因此預期這可能是宇宙射線和星際物質交互作用的結果。
第一個真正的天文物理伽瑪射線源是太陽的耀斑，是莫里森預測的明顯2.223 Mev譜線。該譜線是來自於質子和中子形成氘的過程。在太陽耀斑中，在太陽閃焰中，中子似乎是高能加速粒子交互作用中的次級產物。這些最早的伽瑪射線譜線是來自軌道太陽天文台3號、軌道太陽天文台7號、和之後於1980年發射的太陽極大期任務衛星。魯文·拉馬第等人因為太陽的觀測結果而使其理論受到啟發。
來自本銀河系的強力伽瑪射線輻射於1967年首次被軌道太陽天文台3號的偵測器偵測到。該衛星偵測到621次被認為是來自宇宙深處伽瑪射線的事件。不過，伽瑪射線天文學的快速進步則是在1972年的小型天文衛星2號（Second Small Astronomy Satellite, SAS-2）和1975到1982年的COS-B天文衛星進行觀測之後。這兩顆衛星的觀測讓科學家看到令人興奮的高能宇宙（有時候也稱為「狂暴的」宇宙，因為宇宙中會產生伽瑪射線的事件多傾向於高速撞擊一類的事件）。這兩顆衛星的觀測確定了早期的伽瑪射線背景，並畫出了首幅伽瑪射線波段的詳細宇宙背景圖，以及偵測到一定數量的伽瑪射線點源。不過這兩顆衛星的儀器解析度仍不足以確定絕大多數伽瑪射線點源是特定恆星或恆星系統。

## 在太空中發現伽馬射線源

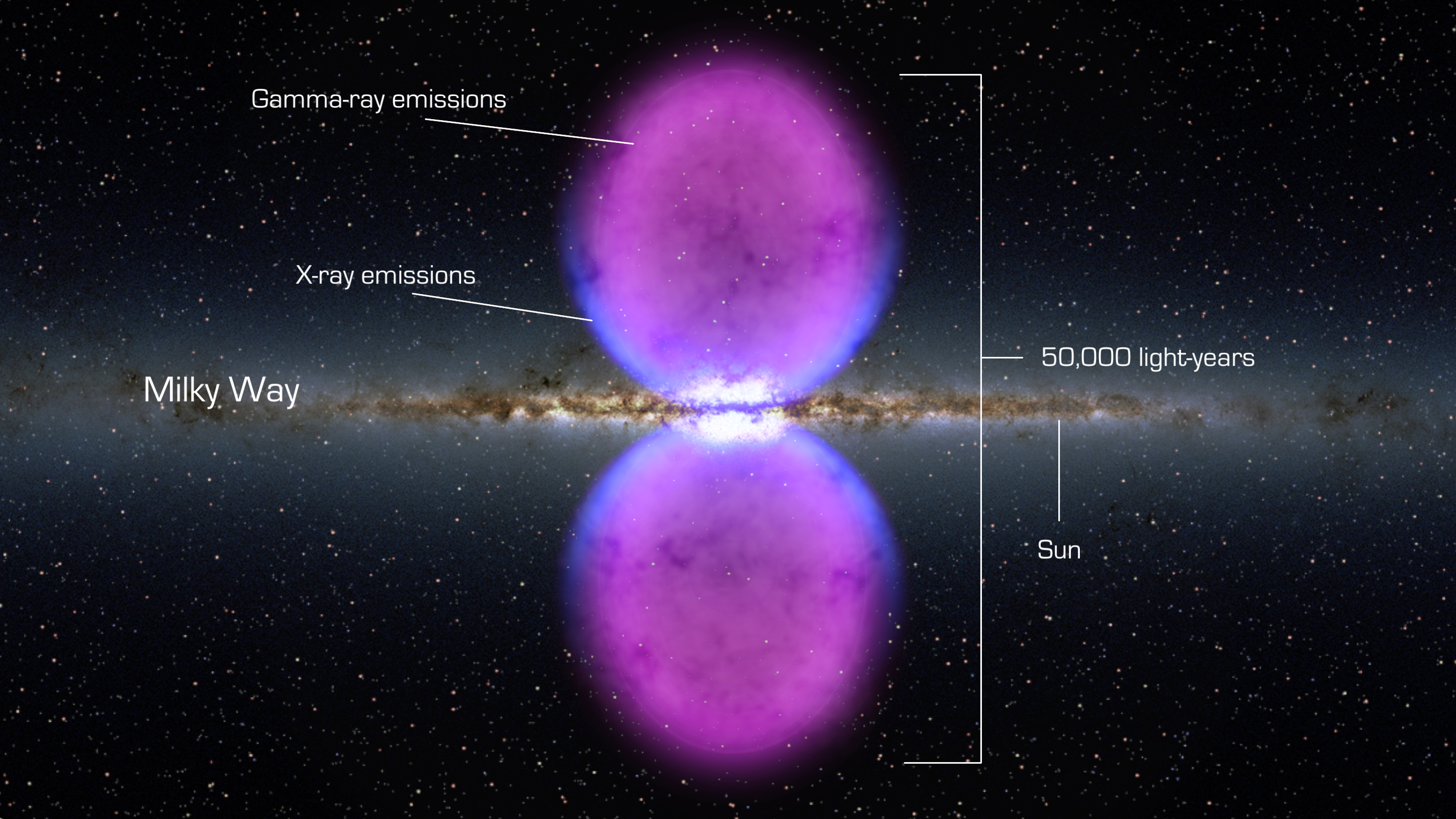
兩個位在銀河系中心的巨大伽瑪射線泡

伽瑪射線天文學的其中一項發現是由一系列軍事衛星在1960年代末期到1970年代早期發現。一系列設計作為偵測核試爆伽瑪射線的船帆座的偵測器發現了來自在太空遠處的伽瑪射線。後來偵測器確定伽馬射線爆持續約1秒到數分鐘，並且會在未預料的方向突然出現、閃爍之後光度衰減至與伽馬射線背景相當。基於1980年代包含蘇聯金星号系列探测器和美國先驱者金星计划等儀器收集的資料，這些戲劇性地高能閃光仍然是一個謎。這些物體似乎是來自宇宙極遠處，而目前最可能的理論是其中一部分可能是會形成黑洞的極超新星。
2010年11月，费米伽玛射线太空望远镜發現了兩個位於銀河系中心的巨大伽瑪射線泡。這兩個伽瑪射線泡外觀是互相鏡像對稱。這些高能輻射造成的氣泡被認為是從超大質量黑洞噴射，或者是數百萬年前大量恆星形成的遺跡。這些氣泡的範圍橫跨25000光年。該發現確定了之前在銀河系中心有巨大未知結構的線索是正確的。

## 探空氣球
1988年6月19日10:15 UTC，一個探空氣球在巴西比裡吉（50° 20' W 21° 20' S）被釋放，該氣球搭載了兩個總面積600 cm2的碘化鈉（添加鉈）偵測器，並上升到氣壓高度5.5 mb處進行6小時觀測。大麥哲倫星系中的超新星SN 1987A於1987年2月23日被發現，其前身星是光度2-5 x 1038 erg/s的藍超巨星Sanduleak -69° 202a。該次觀測發現了來自鈷56放射衰變產生的847 keV和1238 keV伽瑪射線譜線。

## 耀斑
耀斑是指太陽或恆星大氣層表面的爆炸，最早是以光學波段在太陽上觀測到。耀斑會產生大量且涵蓋全電磁波譜，從波長最長的无线电频谱到最高能伽瑪射線的電磁輻射。耀斑發生期間高能粒子產生和伽瑪射線輻射多數是因為高能質子等重離子結合有關。而這些過程可被科學家以伽瑪射線觀測，其他電磁波段無法觀測到。耀斑中由原子核產生的伽瑪射線最早在1972年8月4日和7日，以及1977年11月22日被發現。

## 最近與未來的伽瑪射線望遠鏡
在1977年高能天文台計畫發展期間，NASA即宣布計畫建立觀測伽瑪射線的「大天文台」。1980年代設計的康普顿伽玛射线天文台是伽瑪射線偵測器技術的重大進步，該天文台於1991年發射。康普頓伽瑪射線天文台攜帶了四個在時間和空間解析度上大幅度進步的主要偵測儀器。該天文台提供了大量伽瑪射線觀測資料，大幅提升了人類對宇宙高能過程的認識。2000年6月時康普頓伽瑪射線天文台因為陀螺儀失效，脫離軌道進入地球大氣層燒毀。
BeppoSAX卫星於1996年發射，2003年脫離軌道墜毀。該衛星主要是研究X射線，但也觀測伽瑪射線爆。透過確認第一個位置相當於伽瑪射線爆的非伽瑪射線源，建立了確認伽瑪射線爆準確位置的方式，以及使用光學觀測遙遠星系中伽瑪射線爆的餘暉。
高能瞬态探测器2號（High Energy Transient Explorer 2, HETE-2）於2000年10月發射，原預定觀測2年，但目前確定直到2007年3月仍在觀測。
NASA的雨燕卫星發射於2004年，並攜帶爆發警示望遠鏡（BAT）觀測伽瑪射線爆。
BeppoSAX和HETE-2觀測了大量位置相當於伽瑪射線爆的X射線和光學源，確定了伽瑪射線爆的距離和光學餘暉細節。這些觀測讓天文學家相信大多數的伽瑪射線爆是巨大恆星的爆炸（超新星或極超新星）。 
近年主要的太空伽瑪射線天文台是国际伽玛射线天体物理实验室（INTEGRAL）和费米伽玛射线空间望远镜。INTEGRAL是ESA的任務，並且捷克、波蘭、美國和俄羅斯也加入該計畫，於2002年10月17日發射。NASA於2008年6月11日發射费米伽玛射线空间望远镜，該望遠鏡酬載大面積望遠鏡和伽瑪射線爆監視系統研究伽瑪射線爆。
超高能的伽瑪射線（光子能量高於30 GeV）則可被地球表面的設備偵測到。如此高能的光子因為流量極低，偵測器有效面積對於太空望遠鏡而言過大而無法使用。但幸運的是，如此高能的光子會在地球大氣層中產生大量的次級粒子，因此可被地球表面的裝置觀測到；這些觀測包含直接輻射計數和經由觀測超相對論光子產生的契忍可夫輻射。
成像式大氣契忍可夫望遠鏡（Imaging Atmospheric Cherenkov Technique, IACT）已於近年達到其最高解析度。蟹狀星雲於1989年首先被美國亞利桑那州霍普金斯山的弗雷德·勞倫斯·惠普爾天文台發現是穩定的TeV級伽馬射線來源。大多數的契忍可夫望遠鏡，例如高能立體視野望遠鏡、超高能輻射成像望遠鏡陣列系統（Very Energetic Radiation Imaging Telescope Array System, VERITAS）、神奇伽馬射線望遠鏡和CANGAROO III都可在數分鐘內偵測到蟹狀星雲的超高能輻射。
絕大多數被觀測到的高能光子（最高達到16 TeV）多數是來自銀河系外的耀变体馬卡良501（Markarian 501, Mrk 501）。這些觀測是由觀測大氣層中契忍可夫輻射的HEGRA（High-Energy-Gamma-Ray Astronomy）完成。
伽馬射線天文觀測在較低能量部分仍受到非伽馬射線背景輻射限制；而在較高能範圍可偵測到一定數量的光子。較大的偵測器面積和更好的背景抑制是在該領域進步的關鍵。

## 外部連結
- A History of Gamma-Ray Astronomy Including Related Discoveries
- The HEGRA Atmospheric Cherenkov Telescope System（页面存档备份，存于）
- The HESS Ground Based Gamma-Ray Experiment（页面存档备份，存于）
- The MAGIC Telescope Project（页面存档备份，存于）
- The VERITAS Ground Based Gamma-Ray Experiment（页面存档备份，存于）
- The space-borne INTEGRAL observatory（页面存档备份，存于）
- NASA's Swift gamma-ray burst mission（页面存档备份，存于）
- NASA HETE-2 satellite（页面存档备份，存于）
- TeVCat（页面存档备份，存于）, a TeV gamma-ray sources catalog.
- GammaLib（页面存档备份，存于）, a versatile toolbox for high-level analysis of astronomical gamma-ray data.